# Diphaca verrucosa
Diphaca verrucosa là một loài thực vật có hoa trong họ Đậu. Loài này được (P. Beauv.) Taub. mô tả khoa học đầu tiên năm 1894.